# Nationalmuseum Sudan
Das Nationalmuseum Sudan (arabisch متحف السودان القومي, DMG Matḥaf as-Sudan al-qaumi) in Khartum beherbergte bis zum Ausbruch der Kämpfe im Sudan 2023 die weltweit größte Sammlung zur Geschichte des Sudans.
Es enthielt Werke aus verschiedenen Epochen der sudanesischen Kulturgeschichte: Paläolithikum, Mesolithikum, Neolithikum, A-Gruppen-Kultur, C-Gruppen-Kultur, Kerma-Kultur, Mittleres Reich, Neues Reich, Reich von Kusch, Ballana, Makuria und Nubien im Mittelalter.
Der Aufbau des Museums dauerte von 1964 bis 1971. Es liegt an der El-Neel-Allee in Khartum unweit des Zusammenflusses des Blauen und Weißen Nils. Während der Kämpfe im Sudan seit 2023 wurden das Museum seine Sammlungen von den paramilitärischen Rapid Support Forces (RSF) stark beschädigt und zum großen Teil zerstört und geplüntert.

## Entstehung der Sammlung

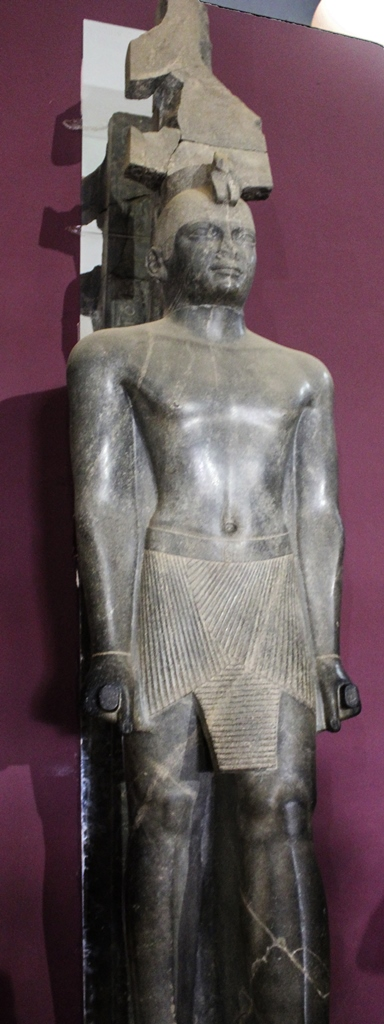
Statue von Pharao Taharqa

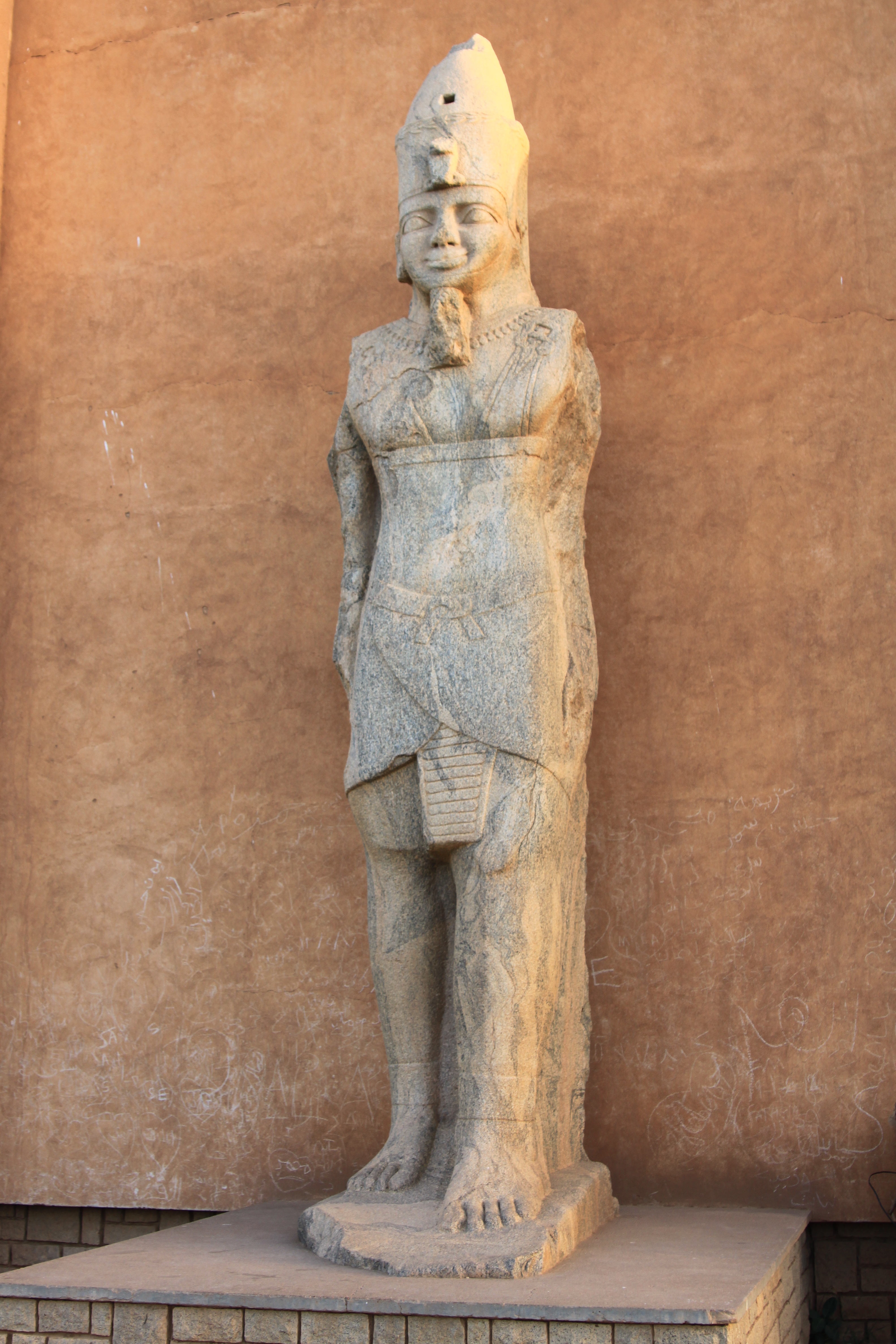
Kolossalstatue aus Tabo, möglicherweise Natakamani

Das erste Altertümer-Gesetz der britischen Verwaltung des Anglo-Ägyptischen Sudan entstand 1905. Die Altertümerverwaltung Sudans, heute die „National Corporation for Antiquities and Museums“, ist dem Ministerium für Umwelt und Tourismus zugeordnet. Sie ist neben der Aufsicht für Ausgrabungen und Restaurierungen im Lande auch als Träger der sudanesischen Museen zuständig.
Das Altertümer-Gesetz verlangte von den Ausgräbern Fundteilungen. Die sich daraus im Laufe der Zeit ergebende Sammlung wurde nach verschiedenen anderen Zwischenstationen zunächst in der ehemaligen englischen Offiziersmesse ausgestellt. Nach der Unabhängigkeit des Sudans im Jahre 1956 plante man schließlich einen Museumsneubau. Infolge des Baus des Assuan-Staudammes ab 1960, dessen Stausee sich bis weit in den nördlichen Sudan erstreckt, erfuhr die Sammlung ein großes Wachstum, weil deswegen zahlreiche archäologische Expeditionen in den von Überschwemmung bedrohten Gebieten arbeiteten. Etliche nubische Tempel wurden abgebaut und in Einzelteilen nach Khartum verbracht. Nach langjährigen Arbeiten am Wiederaufbau der Tempel konnte das Museum am 28. Mai 1971 eröffnet werden. Durch weitere Grabungen wuchs die Sammlung des Museums auf mehr als 100.000 Einzelstücke.

## Beschädigungen und Plünderungen
Das Nationalmuseum war während der Kämpfe im Sudan 2023 Schauplatz schwerer Kämpfe zwischen den sudanesischen Streitkräften und den paramilitärischen Rapid Support Forces (RSF). Archäologen, die die Stätte überwachten, stellten während der Kämpfe Brandschäden am Gebäude fest. Am 2. Juni 2023 wurde das Museum von der RSF besetzt und Exponate, darunter antike Mumien, wurden zerstört oder beschädigt. Angesichts der großen Verluste kommentierte daraufhin die Zeitschrift The Continent laut der katholischen Nachrichtenagentur KNA: "Der Krieg im Sudan zerstört nicht nur die Zukunft, sondern auch die Vergangenheit des Landes."

## Die wichtigsten Stücke der Sammlung

### Der Museumspark

#### Die wiederaufgebauten Tempel aus dem Überschwemmungsgebiet des Nassersees
Im Museumspark wurden die in Nubien abgebauten Tempel entsprechend ihrer alten Ausrichtung wiederaufgebaut. Sie gruppierten sich um ein von Friedrich Hinkel entworfenes langgezogenes Wasserbecken, das den Nil symbolisiert. Aus Wetterschutzgründen befanden sie sich in Pavillons, die in der Trockenzeit zurückgeschoben werden konnten.
- Eine Siegesinschrift von Pharao Djer aus der 1. Dynastie vom Gebel Scheich Suliman
- Der von Hatschepsut erbaute Horus-Tempel aus der Festung Buhen
- Der Chnum-Tempel aus der Festung Kumma
- Der Tempel aus der Festung Semna, Sesostris III. und Dedwen geweiht
- Eine Wand des von Ramses II. erbauten Akscha-Tempels, ihm selbst und Amun geweiht
- Das Felsengrab des Prinzen Djehuti-Hotep aus Dibeira
- Granitsäulen aus der Kathedrale von Faras

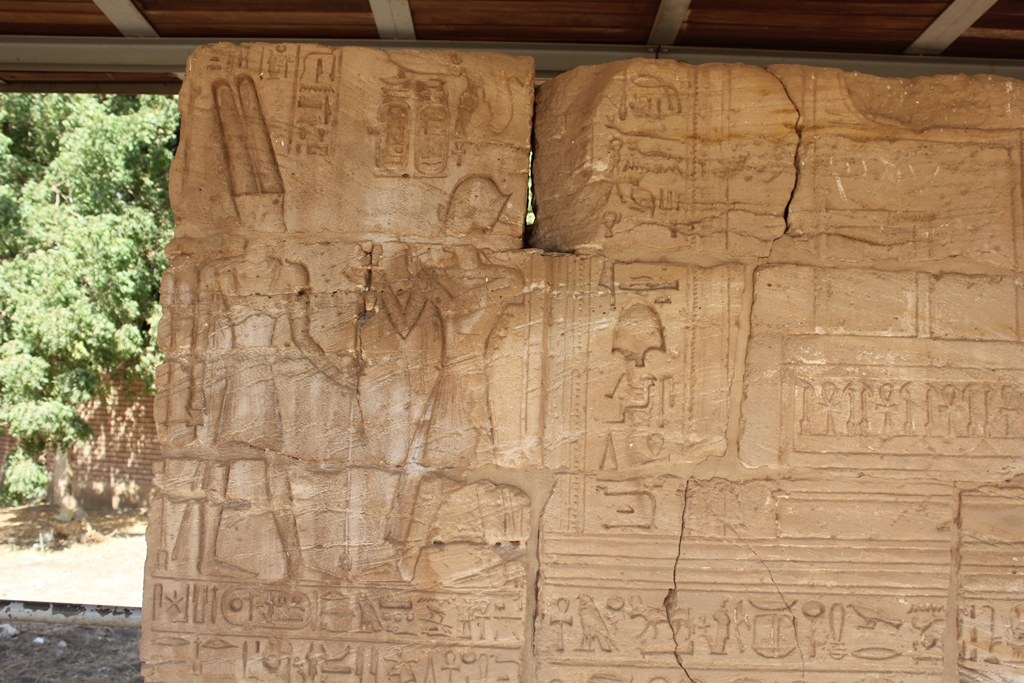
Aksha-Tempel: Der Pharao Amun anbetend
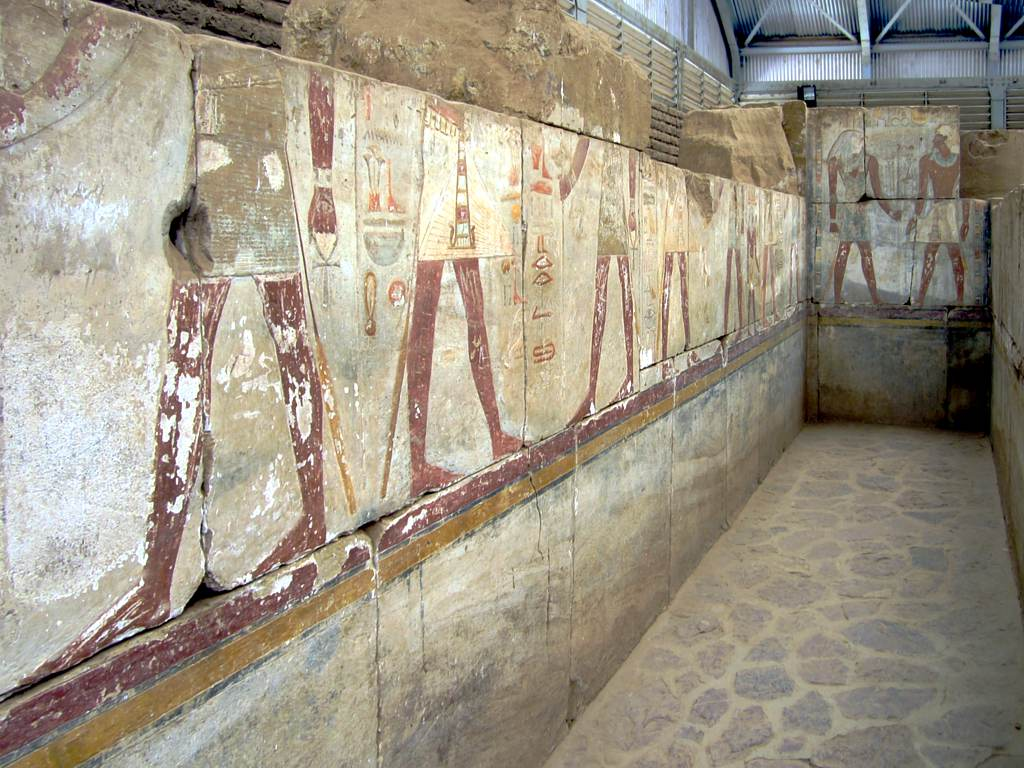
Buhen-Tempel
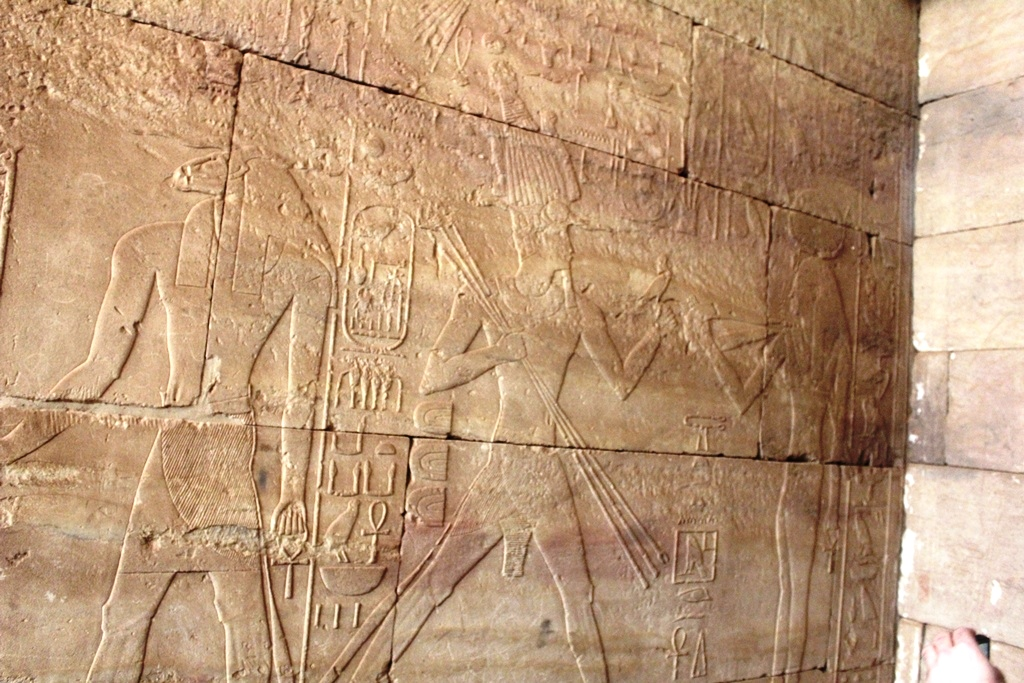
Kumma-Tempel: Chnum mit Widderkopf (links) and Tuthmosis III (Mitte) mit einem Kiebitz in der Hand, der sich auf Hathor (rechts) zubewegt
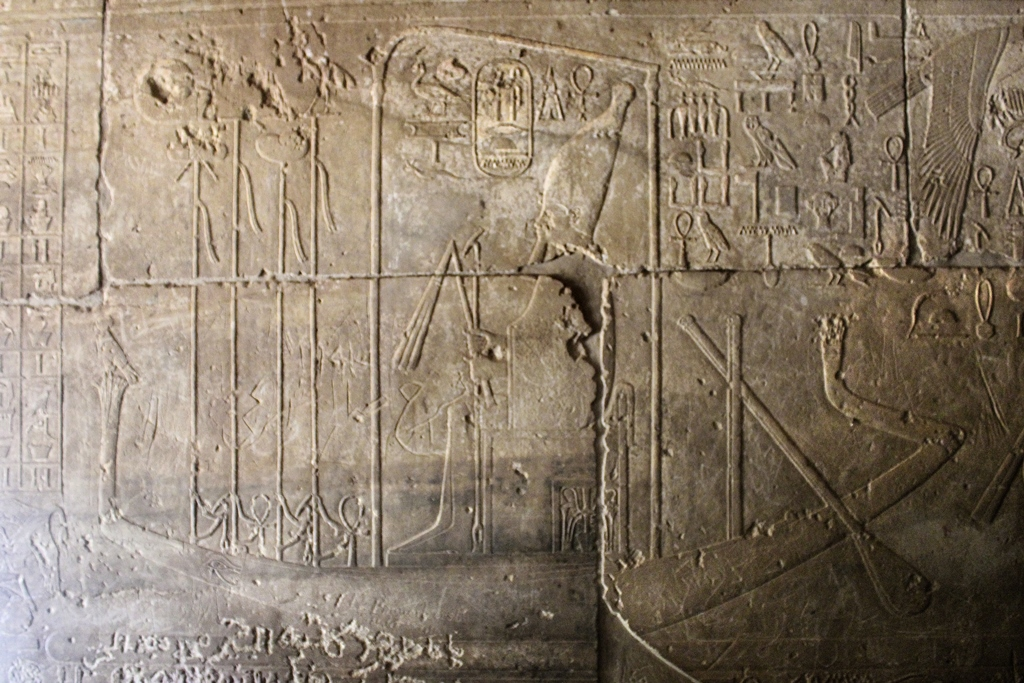
Semna-Tempel: Eine Zeichnung aus dem  Neuen Reich zeigt Sesostris III auf einem Schiff

#### Weitere Stücke
- 6 Löwenstatuen aus Basa
- 2 Froschstatuen aus Basa
- 2 Widderstatuen aus Kawa
- 2 sieben Meter hohe und 30 Tonnen schwere Kolossalstatuen vom Tempel in Tabo

### Museumsgebäude

#### Erdgeschoss
Neben vielen kleineren Stücken sind unter anderem folgende Großobjekte im Museum zu sehen:
- Schwarz-rot gebrannte Keramik der C-Gruppen-Kultur
- Statuen der Pharaonen Sobekhotep III., Sesostris III. und Taharqa
- Eine Kolossalstatue und ein Altar des nubischen Königs Atlanersa
- Eine Sphinx und ein Opferstein des Senkamanisken
- Der Granitsarkophag und eine Statue des Anlamani
- Ein Opferstein eine Stele und eine Opfervase des Siaspi-qo
- Stele des Amenemhat
- Eine o-beinige Figur der Zwergengöttin Beset

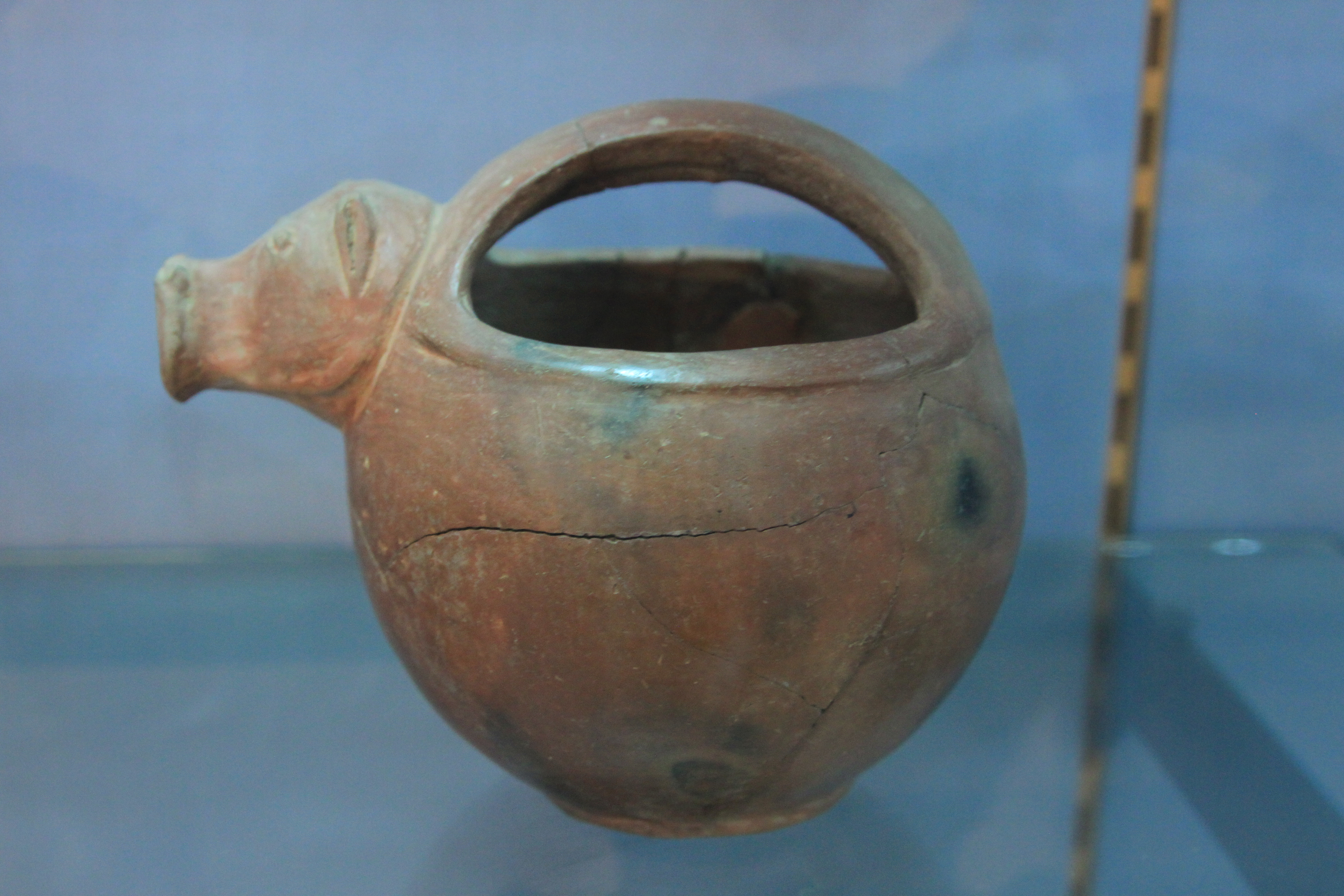
Krug aus der Kerma-Kultur in Form eines Nilpferdkopfes
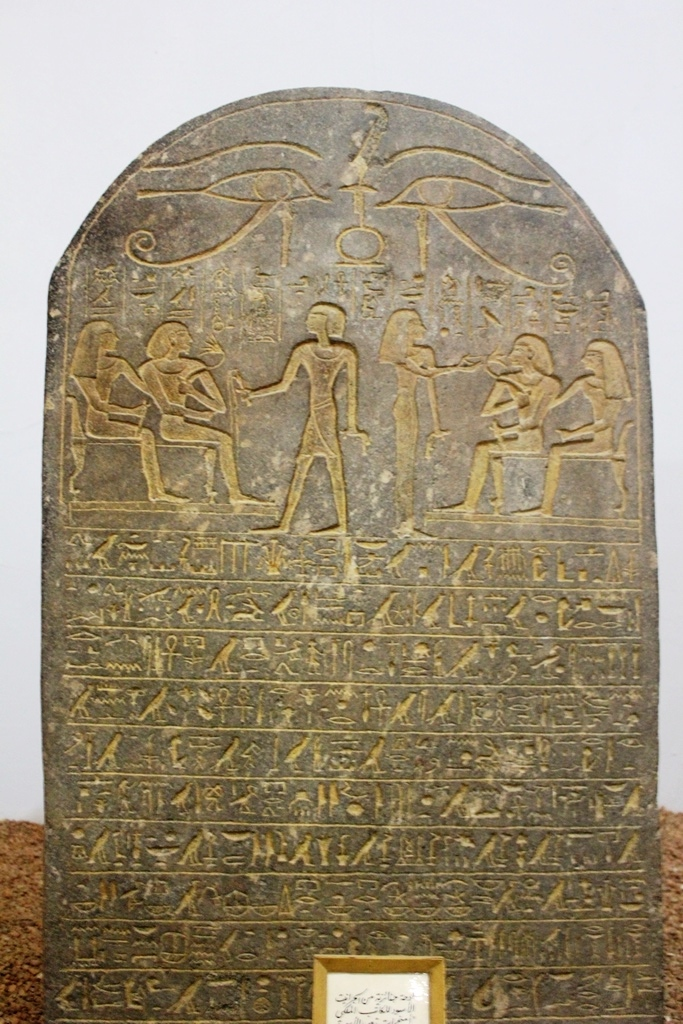
Stele des Amenemhat
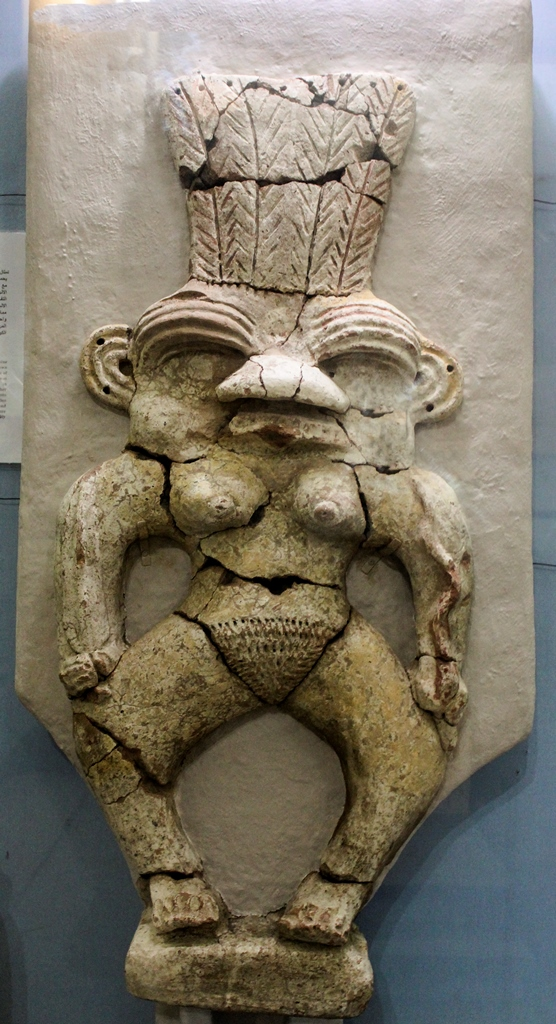
Die Göttin Beset
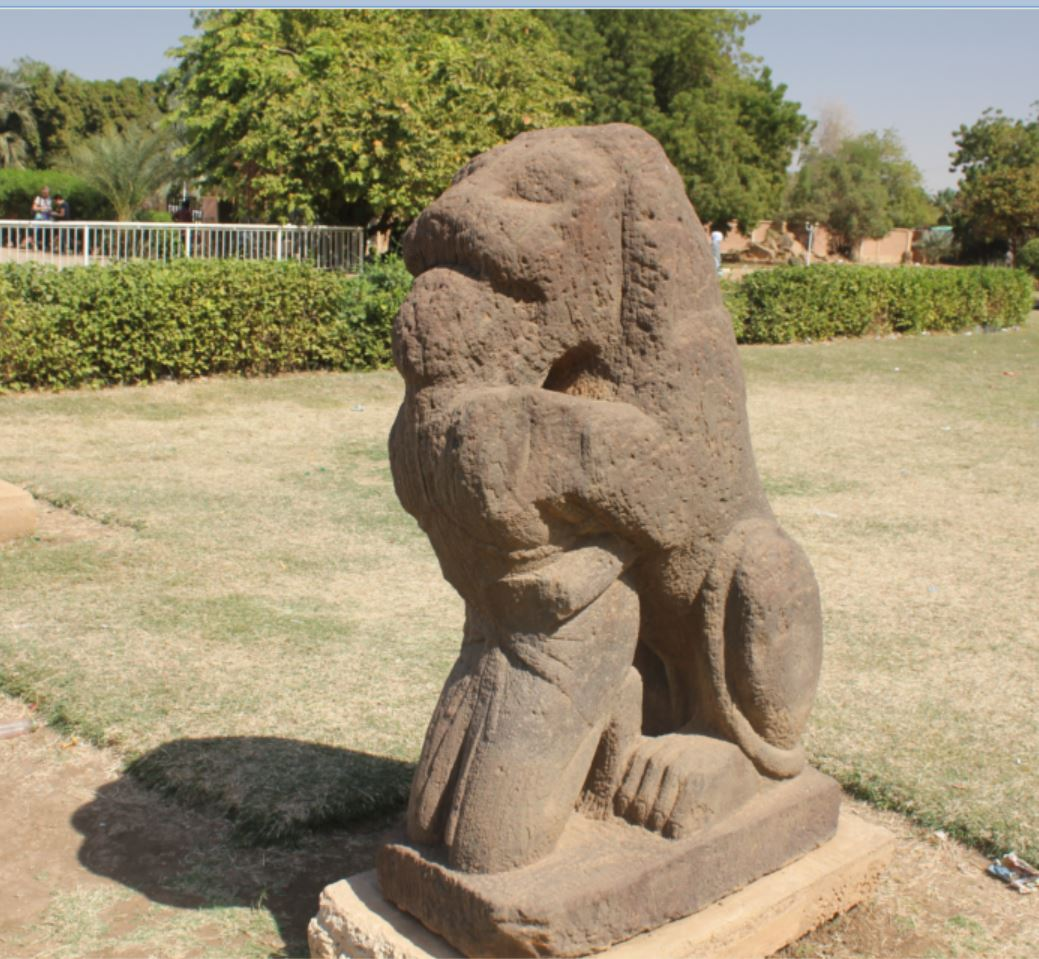
Löwenstatue aus Basa
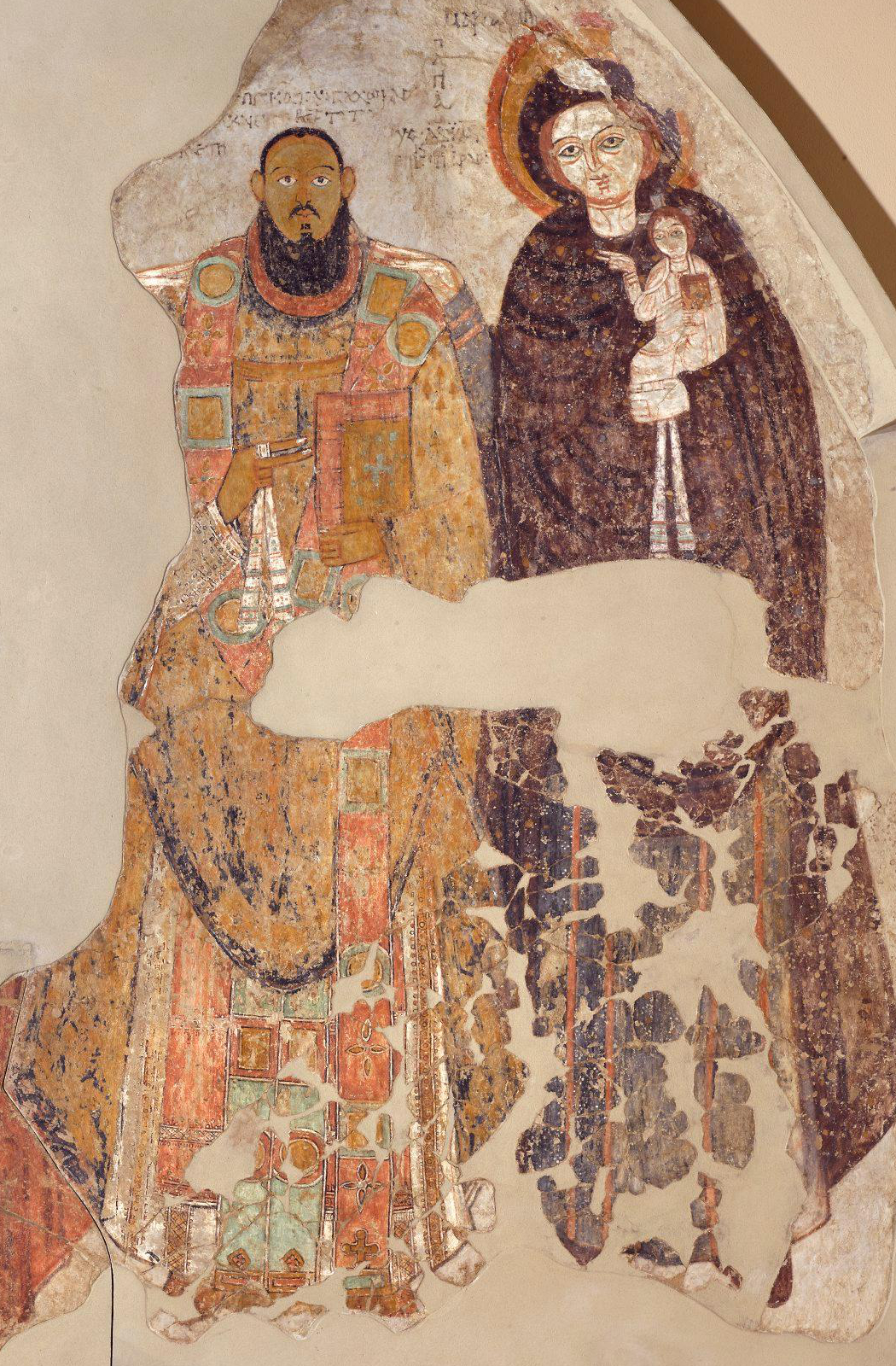
Wandbild aus der Kathedrale von Faras

#### Obergeschoss
Mehrere mittelalterliche Wandmalereien aus der Kathedrale von Faras.